# 布爾斯巴赫河
51°20′07″N 6°40′52″E / 51.335331°N 6.681211°E

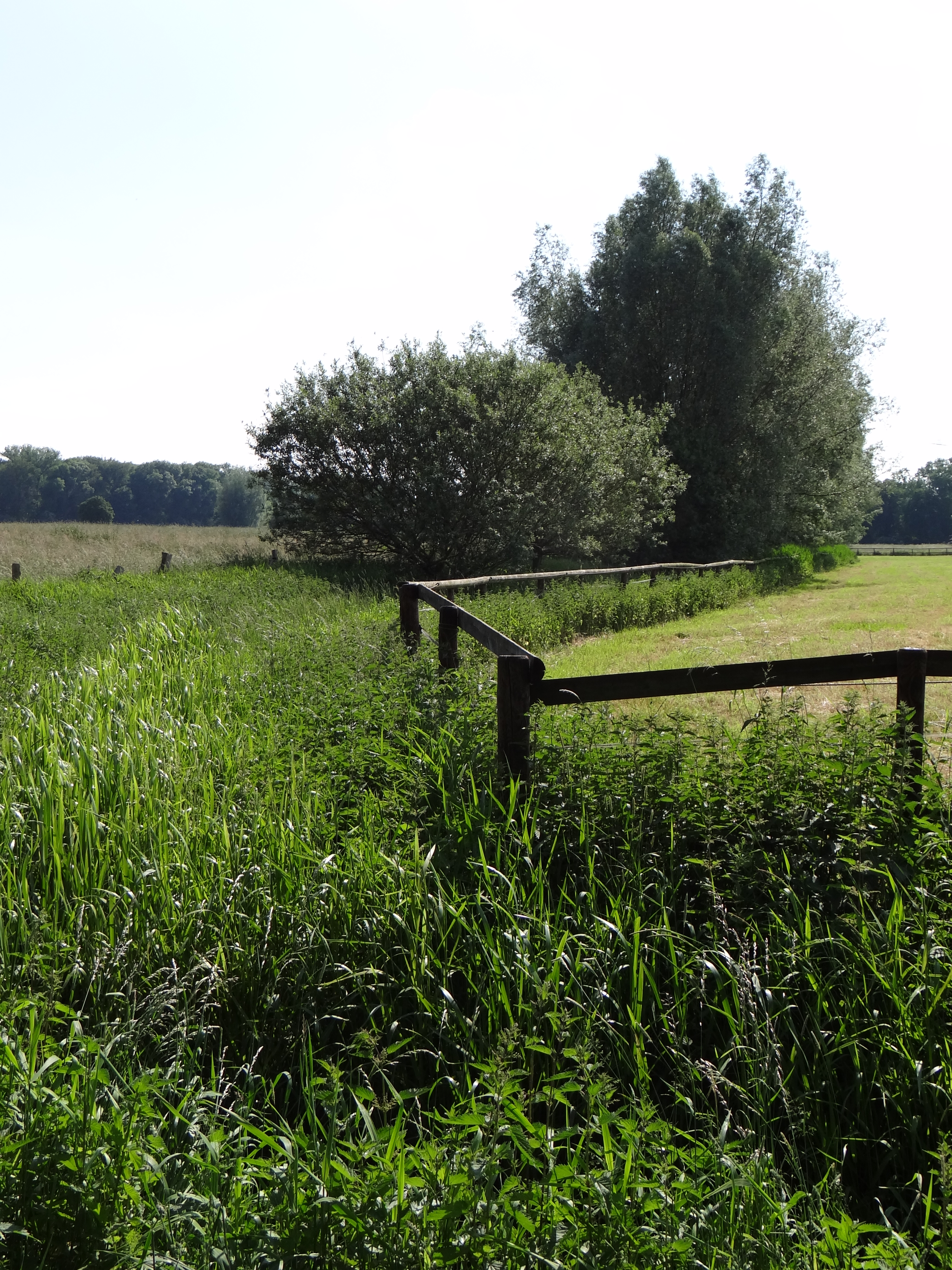

布爾斯巴赫河（德語：Buersbach），是德國的河流，位於該國西部，流經北萊茵-威斯特法倫州，屬於萊茵河的左支流，河道全長11.9公里，流域面積51.7平方公里，發源自克雷費爾德。